# Aenigmodes pentascia
Aenigmodes pentascia là một loài bướm đêm trong họ Crambidae.